# Alfredo Sabato Toaff
Alfredo Sabato Toaff (Livorno, 16 novembre 1880 – Livorno, 18 novembre 1963) è stato un rabbino e biblista italiano.

## Biografia
Era figlio del contabile Cesare Ezechia Toaff e di Allegra Millul, figlia del rabbino livornese Isaac Millul.
Conseguì il titolo religioso ebraico di Maskil nel 1898 dal rabbino Elia Benamozegh e quello di Chakham nel febbraio 1903 dai rabbini Samuele Colombo, Cesare Fiano e Donato Camerini.
Fu rabbino di Livorno da fine aprile del 1924 al 1963, anno della morte.
Toaff fu inoltre presidente dell'Assemblea dei rabbini d'Italia dal 1931 al 1963, nonché direttore del collegio rabbinico di Livorno dal 1924 al 1955 e del collegio rabbinico italiano di Roma dal 1955 al 1963. Pubblicò opere di storia e di studi talmudici e fu docente di letteratura italiana e di lettere antiche all'Università di Firenze, distinguendosi nel panorama della cultura umanistica italiana come insigne grecista. Tra i suoi lavori più importanti figura: Cenni storici sulla comunità ebraica e sulla sinagoga di Livorno (1955).
Padre del rabbino capo di Roma, Elio Toaff (1915-2015), nonno dell'accademico Ariel Toaff e suocero dello scrittore Guido Bedarida.
Morì a Livorno il 18 novembre 1963.

## Opere scelte
- Gli studi ebraici a Livorno nel secolo XVIII: Malahi Accoen, (1700-1771), con Aldo Lattes, Livorno: Stab. Arti Grafiche S. Belforte, 1909 (Opera premiata al Concorso Belimbau)
- Libertà : discorso pronunciato nel tempio maggiore : primo giorno di Pasqua, Livorno: Circolo di cultura ebraica, 1925
- Haggadah di Pasqua : Testo ebraico con traduzione italiana, introduzione e note di Alfredo S. Toaff illustrata da Eva Romanin Jacur, Firenze: Ed. Israel, 1948
- Discorso pronunciato per l'inaugurazione della Jeshivah "Ozar ha-Torah" in Venezia il 28 giugno 1948-21 Sivan 5708, a cura dell'"Ozar ha-Torah" in Italia, Venezia
- Cenni storici sulla comunità ebraica e sulla sinagoga di Livorno, Roma: Ed. la Rassegna Mensile D'Israel, 1955 (Città di Castello, Tip. Unione Arti Grafiche)
- Il Pentateuco e Haftaroth, con traduzione italiana e note (testo ebraico a fronte), Torino: Marietti, 1960
- Moshé Aharon Rachamim Piazza - rabbino predicatore, poeta, cabbalista livornese del secolo XVIII, Rassegna Mensile di Israel, 3ª serie, Vol. 28, No. 3/4, 1962
- Una Sinagoga che non è più, Tip. Meschi, 1962
- Scritti sugli ebrei di Livorno, Poligrafica Sabbadini, 1980
- Il Talmud, Abraham Cohen, traduzione di Alfredo Toaff, 2ª ed. - Roma: GLF editori Laterza, 2000